# ونجان
ونجان هي قرية في مقاطعة ميانة، إيران. عدد سكان هذه القرية هو 338 في سنة 2006.